# Vandel Bunker-Museum
Vandel Bunker-Museum lå på den tidligere Flyvestation Vandel, 5 km øst for Billund og var indrettet i en 250 m² NBC-sikret bunker.
Der er nu i stedet en udstilling om flyvestationens historie på Randbøl Sogns Arkiv og Museum i Vandel.
Flyvestation Vandel blev oprettet i 1943 af det tyske Flyvevåben. I mange år var Flyvestation Vandel hjemsted for Hærens Flyvetjeneste med små helikoptere der også blev benyttet af politiet til færdselsovervågning. Hærens Flyvetjeneste blev i 2003, ved en besparelse, flyttet til Flyvestation Karup.